# Striges
Striges (od łac. strix – sowa) – w mitologii rzymskiej skrzydlate demony żeńskie, pojawiające się pod postacią ptaka z zakrzywionym szponami. Uchodziły za istoty wysysające krew z dzieci i żywiące się ich wnętrznościami.
Według Owidiusza były pół ptakami, pół ludźmi, które zaatakowały syna króla Prokasa. Dzięki zaklęciom i rytuałom nimfa Carna uratowała dziecko od śmierci. 
Według jednej z teorii, w sposób niejasny, być może za pośrednictwem ludów bałkańskich, wyobrażenia o striges zostały przeniesione do kultury Słowian, dając początek wierze w strzygi.